# Saint-Jean-le-Comtal
Saint-Jean-le-Comtal é uma comuna francesa na região administrativa de Occitânia, no departamento de Gers. Estende-se por uma área de 17,15 km². Em 2010 a comuna tinha 432 habitantes (densidade: 25,2 hab./km²).